# Улица Вересаева (Феодосия)
Улица Вересаева — улица в исторической части Феодосии, проходит от Революционной улицы до Хасановской улицы.

## История
Названа в честь русского советского писателя В. В. Вересаева (1867—1945), многократно приезжавшего в Крым и подолгу жившего здесь.
Прошла по территории военного форштата, распланированного здесь согласно утверждённому российским императором Александром I плану города Феодосии (1817). До середины XIX века местность представляла собой городскую окраину, здесь протекала река (по линии современных улиц Галерейная—Русская), в жаркое время пересыхающая, которая отделяла город, находившийся южнее, от сельскохозяйственных предместий и дач. Земельный участок в районе улицы имела родная сестра Ивана Айвазовского — Екатерина Константиновна Мазирова. Застройка улицы началась после продажи соседствующего с владениями сестры художника
участка земли под застройку предпринимателю Хлебораду. Позднее улица была перепланировна и получила современное название.
В марте 2017 на улице открыта мемориальная доска А. Р. Довженко

## Известные жители
д. 4 — А. Довженко, народный врач СССР (мемориальная доска)
Дуранте, собственный дом